# Leiobunum hiraiwai
Leiobunum hiraiwai is een hooiwagen uit de familie Sclerosomatidae.